# Filistre (folkeslag)
Filistre (hebraisk: פְּלִשְׁתִּים, pelištīm) var et ikke-jødisk folk, som i mellemøstens jernalder levede ved Middelhavet på sydkysten af Kanaan. De eksisterede fra det 12 århundrede f.Kr. indtil 604 f.Kr. hvor deres samfund, der gennem flere århundreder havde været underlagt det assyriske rige, til sidst blev udraderet af Kong Nebukadnesar 2. af de nybabylonske imperium. Da filistrene, og deres område omkring den nuværende Gazastriben, blev en integreret del af det nybabylonske imperium - og dens efterfølger, det persiske imperium, mistede de deres distinkte etniske identitet og forsvandt fra de historiske og arkæologiske kilder ved udgangen af det femte århundrede f.Kr.
Filistrene er kendt for deres bibelske konflikt med israelitterne. De primære kilder om filistrene er den hebraiske bibel, men de første kilder om folkeslaget findes i relieffer i Ramses III’s tempel i Mediet Habu.
Der findes mange teorier om filistrenes oprindelse. Den hebraiske bibel nævner to steder at de stammer fra Kaftor (muligvis Kreta). Septuaginta forbinder filistrene til bibelske grupper såsom Kaftor og Kreti og Pleti, begge grupper der sporer deres oprindelse til Kreta. Disse skriftlige kilder har ført til den teori at filistrene kommer fra området i Det Ægæiske Hav. I 2016 blev en større filistisk gravplads fundet i nærheden af Ashkelon med mere en 150 begravede lig. I 2019 fandt et genetisk studie af ligene at der blandt de ældste lig fra jernalderen var distinkt genetisk materiale der ellers typisk er fundet i europæiske genpuljer. Det har fået forskerne til at bakke op om at der har været en emigration fra Europa i det filistiske folkeslag.
I senere tider har man refereret til dette området som Filistia.
Området dækkede tilnærmelsesvis den nuværende Gazastribe.

## Befolkning
Befolkningstallet i det området der er associeret med filistrene er estimeret til at have været omkring 25.000 i det 12. århundrede f.Kr., og stigende til et højdepunkt af 30.000 mennesker omkring det 11. århundrede f.Kr. Dog vil naturen af befolkningssammensætningen i Kana'an på daværende tidspunkt højst sandsynligt betyde at over halvdelen af denne befolkning har været indfødte til området og kun en mindre del har dermed været medlemmer af det emigrerende folkeslag.

### Sprog
Intet er kendt angående filistrenes sprog. Der er fundet potteskår fra perioden omkring 1500-1000 f.Kr. med inskriptioner på ikke-semitiske sprog, eksempelvis med et Cypro-Minoisk skriftsprog. Biblen nævner intet om nogle sprogproblemer mellem israelitterne og filistrene, som den ellers gør med andre grupper som assyrerne og babylonerne. Der er begrænset evidens for en antagelse om at det filistiske sprog oprindeligt har været indoeuropæiske af oprindelse, enten med græsk eller luvisk oprindelse. Dette er på baggrund af filistisk relaterede ord fundet i biblen som ikke er relateret til øvrige semitiske sprog. Selvom de fleste filistiske navne har semitisk oprindelse, er der nogle der navne som snarere lader til at have indoeuropæisk oprindelse etymologisk - navnlig eksempelvis et navn som Goliat.

### Religion
De lokale guder i området filistrene befandt sig i var Baal, Ishtar, Asjera og Dagon. Derudover er der fundet inskriptioner der tyder på en særlig filistisk gudinde kaldet PT[-]YH, der ikke går igen i andre lokale semitiske mytologier. Filistrene har muligvis også tilbedt Qadesk og Anat.
Selvom Biblen nævner at Dagon var filistrernes primære gud er der meget begrænset evidens for dette. Faktisk er der ingen fund på filistiske steder eller spor fra det begrænsede antal kendte filistiske navne der tyder på at Dagon har haft en særlig fremtrædende stilling i det filistiske religiøse liv. Det mest gængse religiøse materiale fundet på filistiske steder er artefakter med en gudinde der af og til omtales som Ashdoda. Det tyder på at der har været tale om en feminint dominant mytologi, hvilket er konsistent med øvrige gamle ægæiske religioner.

### Økonomi
De byer, der er blevet udgravet i det filistiske område og som er tilskrevet det filistiske folkeslag, viser alle tegn på omhyggelig byplanlægning. Oliven industrien har været dominerende, og i byen Ekron alene har man fundet over 200 oliven plantager. Eksperter har estimeret, at det har ledt til en produktion af oliven på over 1.000 ton, hvilket er tilsvarende 30 % af det moderne Israel’s produktion.
Der er også substantielle beviser for en stor brygger-industri. Fund i filistiske byer har afsløret flere bryggerier, vingårde og butikker, der har markedsført sig med øl- og vinvalg. Ølkrus og vintønder er også meget almindelige blandt de arkæologiske fund.
Filistrene har umiddelbart også været erfarne smede, da komplekse varer af guld, bronze og jern er fundet på flere filistiske steder og dateret helt tilbage til det 12. århundrede f.Kr. Den hebraiske bibel nævner også filistrenes dygtighed når det kom til arbejdet med metallerne, da den påstår at israelitterne havde en stor afhængighed af de filistiske smede, selvom de to grupper var i nærmest konstant krig.